# Józef Mélèze-Modrzejewski
Józef Edmund Mélèze-Modrzejewski (ur. 8 marca 1930 w Lublinie, zm. 29 stycznia 2017) – polski historyk świata antycznego i papirolog.

## Życiorys
Studiował prawo na Wydziale Prawa Uniwersytetu Warszawskiego, a następnie w 1957 obronił na Wydziale Historycznym doktorat napisany pod kierunkiem Rafała Taubenschlaga. Od 1959 kontynuował karierę naukową we Francji, początkowo pracował w Centre national de la recherche scientifique, a następnie wykładał  historię prawną i społeczną świata hellenistycznego na Faculté de Droit de Paris i na Sorbonie. W 1972 École Pratique des Hautes Études prowadził seminarium z papirologii prawniczej oraz historii praw antycznych. Od 1979 do 2011 prowadził wykłady z historii judaizmu na Wolnym Uniwersytecie w Brukseli, był członkiem zagranicznym Polskiej Akademii Nauk (od 1997), członkiem Polskiej Akademii Umiejętności, Akademii Ateńskiej oraz Polskiego Towarzystwa Naukowego na Obczyźnie. W uznaniu zasług w rozwijaniu polsko-francuskiej współpracy w 2002 został odznaczony Krzyżem Kawalerskim Orderu Zasługi RP.
Był członkiem Komitetu Redakcyjnego „Czasopisma Prawno-Historycznego”.

## Wybrane publikacje
- The prostagma in the Papyri, Warsaw 1951.
- (przekład) św. Augustyn, Dialogi filozoficzne, przeł. Anna Świderkówna, Katarzyna Augustyniak, Józef Modrzejewski, Warszawa: "Pax" 1953.
- (przekład) Francisco de Vitoria, O Indianach, przeł. Józef Modrzejewski, przedm. Mieczysław Żywczyński, Warszawa: Pax 1954.
- Polish papyrology in the years 1945-1955, Warsaw: Polish Academy of Sciences 1955.
- Aleksander Macedoński, Warszawa: Książka i Wiedza 1958.
- Introduction bibliographique à l'histoire du droit et à l'ethnologie juridique. Antiquité/8, Monde hellénistique,  Bruxelles: Les Éditions de l'Institut de Sociologie 1965.
- Żydzi nad Nilem. Od Ramzesa II do Hadriana, przeł. Joanna Olkiewicz, Kraków: The Enigma Press 2000.
- Droit et justice dans le monde grec et hellenistique, Varsovie: Warsaw University Faculty of Law and Administration. Chair of Roman and Antique Law 2011.